# Krzysztof Różnicki
Krzysztof Różnicki (* 29. August 2003 in Lębork) ist ein polnischer Leichtathlet, der sich auf den Mittelstreckenlauf spezialisiert hat.

## Sportliche Laufbahn
Erste internationale Erfahrungen sammelte Krzysztof Różnicki beim Europäischen Olympischen Jugendfestival (EYOF) in Baku, bei dem er in 1:53,01 min die Silbermedaille im 800-Meter-Lauf gewann. 2021 steigerte er seine Bestleistung auf 1:44,51 min und unterbot damit die Qualifikationsnorm für die Olympischen Spiele in Tokio deutlich, wurde aber aufgrund der hohen Dichte im polnischen Team nicht berücksichtigt. Dafür siegte er dann im Juli in 1:47,44 min bei den U20-Europameisterschaften in Tallinn.
2020 wurde Różnicki polnischer Meister im 800-Meter-Lauf.

## Persönliche Bestleistungen
- 600 Meter: 1:18,06 min, 22. August 2020 in Oleśnica
- 800 Meter: 1:44,51 min, 20. Juni 2021 in Chorzów (polnischer U20-Rekord)
  - 800 Meter (Halle): 1:48,55 min, 31. Januar 2021 in Spała (polnischer U20-Rekord)
- 1000 Meter: 2:22,66 min, 20. Januar 2020 in Włocławek